# إيتو (آلهة)
إيتو (بالإنجليزية: Aitu)‏ في الأساطير البولينيزية آلهة بولينيزية قليلة الشأن، كتلك الآلهة الكثيرة الحارسة للقرى والأسرة. وتظهر هذه الآلهة على شكل نباتات وحيوانات ويعتقدون أنها ذات خصائص شيطانية وليست ذات خصائص رحمانية، أو على الأقل إن الجانب السيء فيها هو الغالب. في جزر الماركيز (بولينيزيا الفرنسية) يعرفون باسم آتوا atua.